# Agglomération Sud Pays Basque
L'agglomération Sud Pays Basque est une ancienne communauté d'agglomération française, située dans le département des Pyrénées-Atlantiques et la région Nouvelle-Aquitaine. L'agglomération Sud Pays Basque était composée de 12 communes.

## Historique
C'est le 28 décembre 2012 que l'ancienne communauté de communes sud pays basque (CCSPB, créée le 21 décembre 2005) est devenue communauté d'agglomération, la troisième dans les Pyrénées-Atlantiques.
Le 1er janvier 2017, en application du schéma départemental de coopération intercommunale, elle fusionne avec neuf autres intercommunalités pour former la communauté d'agglomération du Pays Basque.

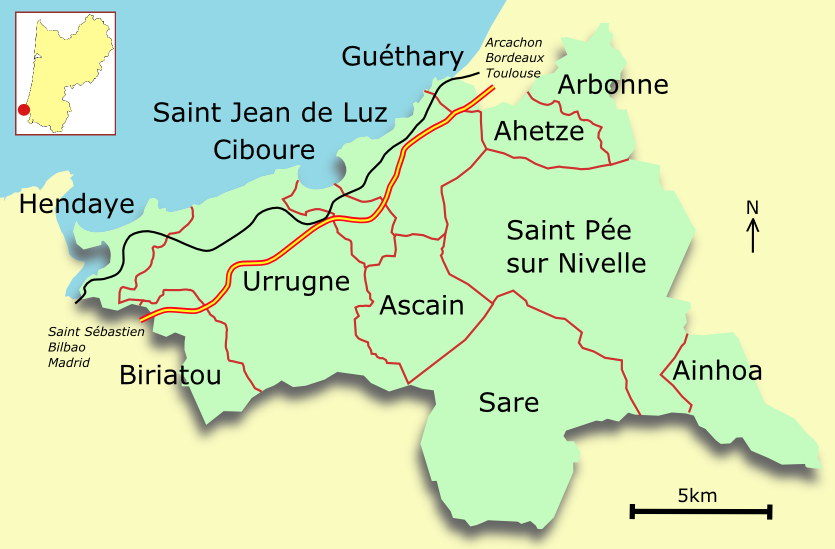
Carte de la CCSPB

## Composition
La communauté d'agglomération regroupait 12 communes :
| Nom                   | Code Insee | Gentilé   | Superficie (km2) | Population (dernière pop. légale) | Densité (hab./km2) |
| --------------------- | ---------- | --------- | ---------------- | --------------------------------- | ------------------ |
| Urrugne (siège)       | 64545      | Urruñar   | 50,57            | 10 594 (2022)                     | 209                |
| Ahetze                | 64009      | Aheztar   | 10,56            | 2 070 (2022)                      | 196                |
| Ainhoa                | 64014      | Ainhoar   | 16,19            | 665 (2022)                        | 41                 |
| Arbonne               | 64035      | Arbonar   | 10,59            | 2 364 (2022)                      | 223                |
| Ascain                | 64065      | Azkaindar | 19,27            | 4 561 (2022)                      | 237                |
| Biriatou              | 64130      | Biriatuar | 11,04            | 1 259 (2022)                      | 114                |
| Ciboure               | 64189      | Cibourien | 7,44             | 5 957 (2022)                      | 801                |
| Guéthary              | 64249      | Getariar  | 1,4              | 1 315 (2022)                      | 939                |
| Hendaye               | 64260      | Hendayais | 7,95             | 18 074 (2022)                     | 2 273              |
| Saint-Jean-de-Luz     | 64483      | Luzien    | 19,05            | 14 690 (2022)                     | 771                |
| Saint-Pée-sur-Nivelle | 64495      | Senpertar | 65,08            | 7 238 (2022)                      | 111                |
| Sare                  | 64504      | Saratar   | 51,34            | 2 736 (2022)                      | 53                 |

## Démographie
| 2012   | 2013   |
| ------ | ------ |
| 65 558 | 65 892 |

## Administration
| Période    | Période          | Identité       | Étiquette | Qualité                    |
| ---------- | ---------------- | -------------- | --------- | -------------------------- |
| avril 2005 | 2014             | Michel Hiriart | UMP       | Maire de Biriatou          |
| 2014       | 31 décembre 2016 | Peyuco Duhart  | UMP       | Maire de Saint-Jean-de-Luz |

## Compétences
Développement économique : Création, aménagement, entretien et gestion de zones d’activité industrielle, commerciale, tertiaire, artisanale, touristique, portuaire ou aéroportuaire qui sont d’intérêt communautaire ; actions de développement économique d’intérêt communautaire.
Aménagement de l'espace : Aménagement de l’espace communautaire : schéma de cohérence territoriale et schéma de secteur ; création et réalisation de zones d’aménagement concerté d’intérêt communautaire ; organisation des transports urbains au sens du chapitre II du titre II de la loi no 82-1153 du 30 décembre 1982 d’orientation des transports intérieurs, sous réserves des dispositions de l’article 46 de cette loi. À ce titre, elle peut organiser un service de mise à disposition de bicyclettes en libre-service.
En matière d'équilibre social de l'habitat: Programme local de l’habitat ; politique du logement d’intérêt communautaire ; actions et aides financières en faveur du logement social d’intérêt communautaire ; réserves foncières pour la mise en œuvre de la politique communautaire d’équilibre social de l’habitat ; action, par des opérations d’intérêt communautaire, en faveur du logement des personnes défavorisées ; amélioration du parc immobilier bâti d’intérêt communautaire.
En matière de politique de la ville dans la communauté : Dispositifs contractuels de développement urbain, de développement local et d’insertion économique et sociale d’intérêt communautaire ; dispositifs locaux, d’intérêt communautaire, de prévention de la délinquance.

### Compétences optionnelles
1. Voirie communautaire : création ou aménagement et entretien de voirie d’intérêt communautaire ; création ou aménagement et gestion de parcs de stationnement d’intérêt communautaire.
2. Assainissement : assainissement des eaux usées et, si des mesures doivent être prises pour assurer la maîtrise de l’écoulement des eaux pluviales, ou des pollutions apportées au milieu par le rejet des eaux pluviales, la collecte et le stockage de ces eaux ainsi que le traitement de ces pollutions dans les zones délimitées par la communauté en application des 3° et 4° de l’article L.2224-10 du CGCT.
3. Eau : production, transport et distribution d’eau potable. La défense incendie reste de compétence communale
4. Action sociale d’intérêt communautaire : mise en place du schéma sur la Petite Enfance à l’échelle de l’agglomération Sud Pays Basque. Mise en place d’un schéma gérontologique à l’échelle de l’agglomération Sud Pays Basque.

### Compétences facultatives
1. Environnement
2. Animation du territoire
3. Politique linguistique
4. Fourrière animale
5. Coopération transfrontalière

## Principaux équipements

### Projets réalisés
Le site internet de la communauté d'agglomération est en ligne depuis le 15 mai 2008. Il propose des informations sur le fonctionnement de la structure, ses compétences, ses actualités. Des services en ligne sont également proposés.
Un système de covoiturage est mis en place au sein de l'agglomération depuis fin 2013.

### Unification des réseaux de transports en commun
L'agglomération a récupéré entre 2013 et 2014 l'ensemble des offres de transports existantes sur son territoire : Les réseaux urbains Uribil à Hendaye et Itzulia à Saint-Jean-de-Luz, la ligne départementale Saint-Jean-de-Luz - Sare et le transport scolaire. Elle a ensuite procédé à la création d'une ligne Saint-Jean-de-Luz - Hendaye (Erlaitza).
Le 1er septembre 2016, l'ensemble des offres seront regroupées en un réseau unique, Hegobus.